# Fantasy Island
Fantasy Island ist eine US-amerikanische Fantasy-Fernsehserie über einen mit magischen Kräften begabten Millionär auf einer tropischen Ferieninsel, die von 1977 bis 1984 mit großem Erfolg von ABC produziert wurde. In der Hauptrolle des Millionärs Mr. Roarke war Ricardo Montalbán zu sehen, sein langjähriger Assistent Tattoo wurde von 
Hervé Villechaize gespielt.

## Konzept
Auf der tropischen Ferieninsel Fantasy Island irgendwo im Pazifik (tatsächlich wurde in Kalifornien gedreht) empfängt der mysteriöse Millionär Mr. Roarke – immer kultiviert und weiß gekleidet – seine Gäste, um ihnen fantastische Lebensträume zu erfüllen; dies allerdings unter den Bedingungen, dass sie für ihren Aufenthalt zuvor 50.000 US-Dollar bezahlt haben und die Insel nach der Erfüllung ihres Wunsches, spätestens aber nach drei Tagen, wieder verlassen. Roarke erwähnt in einer Folge aber auch, den Preis von 50.000 US-Dollar für manche Gäste zu senken, wenn sie ihn nicht bezahlen können, und einige Figuren gewinnen die Reise auch bei einem Gewinnspiel.
Roarke fungiert während der Reise als so etwas wie ein psychologischer Berater. Bei der Ankunft hegen die Gäste meist Träume nach Ruhm, Reichtum oder Jugendlichkeit, während sie am Ende ihrer Reise oft an Selbsterkenntnis gewinnen und mit Roarkes Hilfe gelernt haben, sich mit „einfachen“, zwischenmenschlichen Werten zu bescheiden. Immer an Roarkes Seite war sein Assistent Tattoo, der neben dem Läuten der Ankunftsglocke noch zahlreiche andere Aufgaben auf der Insel übernahm. Er schien Roarkes bester Freund zu sein und einiges mehr – aber bei weitem nicht alles – über dessen Geheimnisse zu wissen. Ab 1980 gesellte sich Julie für einige Folgen zum Stab der Insel dazu. Die blonde, junge Frau kümmerte sich hauptsächlich um die Wünsche und Träume der Kindergäste. 1983 verließ Hervé Villechaize und damit Tattoo die Insel und wurde durch den britischen Butler Lawrence ersetzt, der genau den gegensätzlichen Charakter von Tattoo verkörperte.
Jede Folge verlief nach einem ähnlichen Muster. Nach der Ankündigung des Flugzeugs (oder auch des Ballons) gehen Roarke und Tattoo (Julie/Lawrence) los, um die Gäste zu begrüßen. Während diese ankommen, erklärt Roarke das Problem oder Anliegen der Person und deutet bereits Schwierigkeiten oder mögliche Spannungen an. Dort kommen die Gäste das erste und letzte Mal zusammen. Nun wurden parallel die zwei (manchmal auch drei) Handlungsstränge abwechselnd erzählt. Anfangs scheint meistens alles nach Wunsch der Person zu verlaufen, dann aber kommt es zu Schwierigkeiten oder sie merken, dass ihr Traum sich nicht so positiv entwickelt wie gedacht. An diesem Punkt greift Roarke meistens in den Verlauf ein und zeigt einen Lösungsweg auf. Am Ende entwickelt sich alles zum Guten und die Gäste verabschieden sich überglücklich. Nur in wenigen Fällen kehrte jemand nach Fantasy Island zurück.

## Produktionsgeschichte
Produziert wurde die Serie von Aaron Spelling und Leonard Goldberg für die ABC. Für die Rolle des Mr. Roarke war Orson Welles im Gespräch, aber Spelling lehnte ihn wegen seines unberechenbaren Temperaments ab. Ebenso verweigerte er, Roarke und Tattoo eine attraktive weibliche Assistentin zur Seite zu stellen. Dies wurde erst 1980 mit der Rolle der „Julie“ verwirklicht, aber bald wieder verworfen. 
Die Serie wurde samstagabends auf ABC, nach The Love Boat, ausgestrahlt. In Deutschland erfolgte die Ausstrahlung ab 1989 auf Sat.1. 
Mit dem Erfolg der Serie wollten immer mehr Stars aus dem amerikanischen Film- und Fernsehgeschäft als Gaststars in der Serie auftreten.

## Episodenliste
| 1. Geld und Mädchen machen munter           |
| 2. Die im Schatten stehen                   |
| 3. Der Prinz und ein Sheriff                |
| 4. Bewältigte Vergangenheit                 |
| 5. Schwere Wagen, leichte Mädchen           |
| 6. Auf der Suche nach dem Glück             |
| 7. Berühmt und berüchtigt                   |
| 8. Gefährliches Spiel                       |
| 9. Einmal ein Held sein                     |
| 10. Profis haben es schwer                  |
| 11. Perfektes Glück                         |
| 12. Praxis und Theorie                      |
| 13. Erfolgreich verliebt                    |
| 14. Glück hat viele Gesichter               |
| 15. Wer die Wahl hat, hat die Qual          |
| 16. Auf Abwegen                             |
| 17. Taschendiebe und Piraten                |
| 18. Gejagt und verfolgt                     |
| 19. Dichter, Gräber und Gelehrte            |
| 20. Liebe und Juwelen                       |
| 21. Rauhe Mädchen, weiche Kerle             |
| 22. Flammende Träume                        |
| 23. Das Herz entscheidet                    |
| 24. Das einfache Leben                      |
| 25. Ungewöhnliche Erlebnisse                |
| 26. Wie in alten Zeiten                     |
| 27. Engel und Teufel                        |
| 28. Von Vampiren und Verehrern              |
| 29. Geld macht nicht glücklich              |
| 30. Lügen haben kurze Beine                 |
| 31. Kindergesicht und Pokerface             |
| 32. Jeder auf seine Weise                   |
| 33. Mit ganz persönlichem Einsatz           |
| 34. Jagdfieber und Kaufrausch               |
| 35. Echte Mütter, falsche Geister           |
| 36. Alte Liebe rostet nicht                 |
| 37. Aller Anfang ist schwer                 |
| 38. Champions unter sich                    |
| 39. Kinderträume werden wahr                |
| 40. Alles kommt anders                      |
| 41. Gemeinsam geht es leichter              |
| 42. Liebesgott und Bürgerkrieg              |
| 43. Verzicht aus Liebe                      |
| 44. Karriere und Vergeltung                 |
| 45. Pakt mit dem Teufel                     |
| 46. Mit Mut im Herzen                       |
| 47. Hinter Wolken und Meereswellen          |
| 48. Exotische Hochzeit                      |
| 49. Ungeahntes Talent                       |
| 50. Tattoos Romanze                         |
| 51. Geliebte Idole                          |
| 52. Die Tänzerin und das Testament          |
| 53. Die trügerische Vergangenheit           |
| 54. Klassentreffen                          |
| 55. Die Rechnung geht nicht auf             |
| 56. Opfer der Liebe                         |
| 57. Glück am Trapez                         |
| 58. Gesucht und gefunden                    |
| 59. Erfinderglück                           |
| 60. Die Schöne, das Biest und drei Federn   |
| 61. Große Scheine und edle Tropfen          |
| 62. Leben um zu lieben                      |
| 63. Feine Leute und Aschenputtel            |
| 64. Nacht voller Schrecken                  |
| 65. Mutter- und Künstlerglück               |
| 66. Gewalt der Worte                        |
| 67. Held und Heldin gesucht                 |
| 68. Gespielin wider Willen                  |
| 69. Leute von gestern und morgen            |
| 70. In letzter Sekunde                      |
| 71. Vom Fluch befreit                       |
| 72. Späte Einsicht                          |
| 73. Geliebte Traditionen                    |
| 74. Verlieren und gewinnen                  |
| 75. Kunstversuche                           |
| 76. Vor Millionen Jahren                    |
| 77. Die Konfrontation                       |
| 78. Dschungelgeschichten                    |
| 79. Geld und Experimente                    |
| 80. Der Tod hat keine Macht                 |
| 81. Des Rätsels Lösung                      |
| 82. Das Leben nach dem Traum                |
| 83. Mit letzter Kraft                       |
| 84. Von Alpträumen befreit                  |
| 85. Kindertraum und heiße Story             |
| 86. Dem Glück wird auf die Sprünge geholfen |
| 87. Ein großer Augenblick                   |
| 88. Der Teufel und die Schönen              |
| 89. Falscher Zauber                         |
| 90. Mit und ohne Verantwortung              |
| 91. Die Widrigkeiten des Lebens             |
| 92. Glücklich vereint                       |
| 93. Im Vulkan der Gefühle                   |
| 94. Gefährliches Pokerspiel                 |
| 95. Die Liebe darf siegen                   |
| 96. Mit Charme gesiegt                      |
| 97. Zum Leben erweckt                       |
| 98. Wenn Träume wahr werden                 |
| 99. Späte Rache                             |
| 100. Drei Wünsche und drei Väter            |
| 101. Lügen der Verzweiflung                 |
| 102. Eine perfekte Frau, ein perfekter Mann |
| 103. Computer-Spielchen                     |
| 104. Maßlose Wünsche                        |
| 105. Von äußerer und innerer Schönheit      |
| 106. Erbitterte Gegner                      |
| 107. Wetten haben schöne Beine              |
| 108. Dem Tüchtigen gehört die Welt          |
| 109. Ein Fluch wird besiegt                 |
| 110. Ginger und Max                         |
| 111. Lampenfieber und Feuerprobe            |
| 112. Engel zu Dritt                         |
| 113. Spiel mit dem Feuer                    |
| 114. Rehabilitiert und versöhnt             |
| 115. Es geht um Millionen                   |
| 116. Lange Finger, später Erfolg            |
| 117. Ruhm und Reichtum                      |
| 118. Ein glücklicher Abschied               |
| 119. Es muß nicht immer Karriere sein       |
| 120. Bretter, die die Welt bedeuten         |
| 121. Königliche Wünsche                     |
| 122. Die zweite Chance                      |
| 123. Willkommen im Club                     |
| 124. Das ewige Glück                        |
| 125. Hinters Licht geführt                  |
| 126. Ein Opfer muß gebracht werden          |
| 127. Versäumtes und die Rettung             |
| 128. Niemand ist perfekt                    |
| 129. In Zukunft vereint                     |
| 130. Reine Eifersucht                       |
| 131. Einmal normal sein                     |
| 132. Die Schwestern                         |
| 133. Der letzte Vorhang fällt               |
| 134. Das Liebesopfer                        |
| 135. Die eigene Wahl                        |
| 136. Irren ist menschlich                   |
| 137. Seitensprünge sind nicht erlaubt       |
| 138. Das Fantasy Island Mädchen             |
| 139. Schuldgefühle                          |
| 140. Spielregeln des Lebens                 |
| 141. Liebe kennt keine Grenzen              |
| 142. Liebe läßt sich nicht erzwingen        |
| 143. Ausgelöschte Zeiten                    |
| 144. Dunkle Mächte                          |
| 145. Alles der Reihe nach                   |
| 146. Zwanghafte Vorstellungen               |
| 147. Fast wie im Märchen                    |
| 148. Auf ein Neues                          |
| 149. Liebe und Abschied                     |
| 150. Der Tänzer und das Mädchengespann      |
| 151. Eine wertvolle Erfahrung               |

## Auszeichnungen
Zwischen 1978 und 1983 wurde die Serie viermal für den Emmy nominiert. 1982 wurde Hervé Villechaize für den Golden Globe Award nominiert.

## Synchronisation
- Ricardo Montalban: Horst Stark
- Hervé Villechaize: Peter Heinrich[3]

## Kritiken
„In den späten Siebziger- und frühen Achtzigerjahren flimmerte zum ersten Mal die Fantasy-Feelgood-Serie „Fantasy Island“ über die Bildschirme. (...) Ein simples, aber erfolgversprechendes Konzept, das so erfolgreich war, dass Ende der Neunzigerjahre die Wiederbelebung mit Malcolm McDowell in der Hauptrolle folgte.“

## Parodien, Fortsetzungen und Remakes
Warner Bros. parodierte das Konzept der Serie 1983 in dem Kompilations-Zeichentrickfilm Daffy Ducks fantastische Insel. Hier treten Daffy Duck und Speedy Gonzales als Karikaturen von Mr. Roarke und Tattoo auf.
Als deutsches Pendant von Fantasy Island fungierte die Serie Insel der Träume mit Rolf Henniger, die 1991 im ZDF ausgestrahlt wurde.

### Fantasy Island (1998–1999)
1998 entschied sich ABC zur Produktion einer Nachfolgeserie, in der nun Malcolm McDowell die Rolle des Roarke übernahm – meist in Schwarz gekleidet. Dieses Mal war schon von Anfang an klar, dass Roarke und seine Mitarbeiter über übernatürliche Fähigkeiten verfügen. Die Serie sollte mit schwarzem Humor punkten. Neue Charaktere wurden erschaffen, wie die schöne Formwandlerin Ariel, die auch für die Erschaffung der magischen Welten auf der Insel verantwortlich war. Die Serie begann immer mit Personen, die durch einen Zufall in ein mysteriöses Reisebüro kamen, wo man ihnen eine Reise nach Fantasy Island anbot, um ihre Probleme zu lösen.
Es gab immer wieder Anspielungen auf die alte Serie, aber dennoch wollte sich der frühere Erfolg nicht einstellen. Wegen mangelnder Einschaltquoten wurde die Serie bereits nach 13 Folgen eingestellt, so dass geplante, durchgängige Handlungsstränge nicht zu Ende geführt wurden.

### Film
Am 14. Februar 2020 erschien eine Horroradaption in den amerikanischen Kinos. Michael Peña übernahm die Rolle des Mr. Roarke.

### Fantasy Island (ab 2021)
2021 startete ein weiteres Serien-Reboot, mit Roselyn Sánchez als Elena Roarke, einer Verwandten des ursprünglichen Mr. Roarke.